# Screwball-Komödie
Screwball-Komödie bezeichnet eine spezielle Unterart der Filmkomödie Hollywoods, die ihren Höhepunkt von Mitte der 1930er bis Anfang der 1940er Jahre erlebte. Der englische Slang-Ausdruck Screwball beschreibt eine Person mit eigenartigen bzw. skurrilen Angewohnheiten. Der Begriff stammt ursprünglich aus dem Baseball und bezeichnet dort einen angeschnittenen Ball, der ebenso unberechenbar ist.

## Eigenschaften der Screwball-Komödie
Screwball-Komödien thematisieren häufig den Konflikt zwischen Gegensätzen wie Bildung und Unbildung, Reich und Arm sowie vor allem Mann und Frau (Beziehungskomödie), wobei diese Gegensätze am Ende des Filmes nicht ausgeglichen werden. Meist kommt es zur – weitgehend – friedlichen Koexistenz der Gegensätze. Im Idealfall zeichnen sie sich durch hohe Dialoglastigkeit (mit schnell gesprochenen Dialogen), feinen und intelligenten Wortwitz, ein rasantes Tempo und eine raffiniert konstruierte Handlung aus. Das Genre bewegt sich oft an der Grenze zur Farce und greift durchaus auch visuelle Situationskomik-Anleihen aus der Stummfilmzeit auf. Zumeist kommt es zu Missverständnissen oder Geheimnissen zwischen den einzelnen Figuren, die sich im Verlaufe des Filmes zuspitzen und erweitert werden, um dann meist erst gegen Ende des Filmes aufgelöst zu werden.
Die Protagonisten stammen normalerweise aus einem urbanen, finanziell gutgestellten Milieu und teilen somit nicht die Nöte ihres oftmals von der Weltwirtschaftskrise betroffenen Publikums, obwohl die Weltwirtschaftskrise dennoch nicht selten in Filmen wie Es geschah in einer Nacht oder Mein Mann Godfrey thematisiert wird. Viele Figuren in Screwball-Komödien fallen dabei durch ihr schrulliges, temperamentvolles, kindliches oder exzentrisches Verhalten auf. So schrieb Howard Hawks den Misserfolg seines Filmes Leoparden küßt man nicht dem Umstand zu, dass im gesamten Film kein einziger normaler Charakter vorkam. Auch zeichnen sich die meisten – reichen – Figuren des Genres durch große Freizeit aus, man sieht sie kaum arbeiten. Oftmals erhalten die wohlhabenden Charaktere im Verlaufe des Filmes eine Lektion, die ihren Charakter zum Guten wandelt. Die nicht selten bissige Kritik an den Reichen und Mächtigen entsprach dem Wunsch des von der Wirtschaftskrise gebeutelten Publikums. Aber auch andere Bereiche des öffentlichen Lebens wurden in Screwball-Komödien kritisiert, etwa die sensationsgierige Presse in Denen ist nichts heilig oder His Girl Friday.
Ein zentrales Thema war der Kampf der Geschlechter: Hauptdarsteller und Hauptdarstellerin stehen sich zu Anfang der Handlung in der Regel als Antagonisten gegenüber, um schließlich, nach Überwindung vieler Hindernisse, als Paar zu enden. Gelegentlich kommt es auch dazu, dass sich bereits Paare nach langen Streitereien wiederfinden, etwa in Die Nacht vor der Hochzeit oder Mr. und Mrs. Smith. Mann und Frau agieren dabei mindestens gleichberechtigt, häufig ist sogar die selbstbewusste und intelligente weibliche Hauptperson dem Mann überlegen, wie beispielsweise in Atemlos nach Florida. Das führt zur Frustration der männlichen Hauptfigur. In dieser Beziehung ähneln sie dem Film noir mit seinen Femmes fatales, allerdings haben Screwball-Komödien im Gegensatz zum Film noir stets ein glückliches Ende. Bereits in frühen Filmen des Genres sind oftmals sexuelle Anspielungen zwischen den Hauptfiguren enthalten. Die Beschränkung auf Andeutungen und zweideutige Wortspiele ist auf den Anfang der 1930er Jahre in Hollywood eingeführten Hays Code zurückzuführen, einen strengen Produktionskodex, der die direkte Behandlung von heiklen Themen wie Ehebruch, Prostitution und anderen verbot und ab 1934 verpflichtend war.

## Geschichte der Screwball-Komödie
Die Screwball-Komödie, für die Wortwitze von großer Bedeutung waren, begann sich bereits mit Beginn des Tonfilmes herauszubilden. Filme wie The Front Page (1931) und Ärger im Paradies (1932) hatten bereits Eigenschaften von Screwball-Komödien, ohne dass sie unter diesem Genrebegriff aufgefasst wurden. Diese lassen sich erst in der Rückschau hinzurechnen. Stilbildend für das Genre der Screwball-Komödie waren zwei Filme aus dem Jahr 1934: Howard Hawks’ Verfilmung des Broadway-Hits Napoleon vom Broadway (engl. Twentieth Century) mit John Barrymore und Carole Lombard sowie vor allem Frank Capras Klassiker Es geschah in einer Nacht (engl. It Happened One Night) mit Claudette Colbert und Clark Gable. Das Screwball-Genre war in den nächsten Jahren sowohl bei Kritikern als auch beim Publikum höchst erfolgreich, doch schon spätestens Mitte der 1940er Jahre war die klassische Screwball-Ära beendet. Auch viele andere Genres dieser Zeit, wie die Dünner-Mann-Kriminalkomödien oder die Tanzfilme mit Fred Astaire, sind nicht direkt Screwball-Komödien, haben aber Anleihen an deren Humor und den Geschlechterverhältnissen.
Auch jüngere Komödien, die von den gängigen Filmklischees abweichen und besonders intelligent und clever daherkommen, werden mitunter ebenfalls als Screwball-Komödie bezeichnet. Merkmale des Genres wurden auch immer wieder gerne in Fernsehserien (z. B. Verliebt in eine Hexe, Das Model und der Schnüffler oder Sex and the City) verwendet.

## Film-Beispiele
„Vor-Screwball-Ära“
- The Front Page (1931)
- Ärger im Paradies (Trouble in Paradise) (1932)
- Serenade zu dritt (Design for Living) (1933)
- Dinner um acht (Dinner at Eight) (1933)

Klassische „Screwball-Ära“
- Es geschah in einer Nacht (It Happened One Night) (1934)
- Napoleon vom Broadway (Twentieth Century) (1934)
- Liebe im Handumdrehen (Hands Across the Table) (1935)
- Mr. Deeds geht in die Stadt (Mr. Deeds Goes to Town) (1936)
- Mein Mann Godfrey (My Man Godfrey) (1936)
- Lustige Sünder (Libeled Lady) (1936)
- Theodora wird wild (Theodora Goes Wild) (1936)
- Glückskinder (1936, deutsches Beispiel)
- Pariser Bekanntschaft (I Met Him in Paris) (1937)
- Mein Leben in Luxus (Easy Living) (1937)
- Die schreckliche Wahrheit (The Awful Truth) (1937)
- Denen ist nichts heilig (Nothing Sacred) (1937)
- Kavalier nach Mitternacht (It’s Love I’m After) (1937)
- Ein Mordsschwindel (True Confession) (1937)
- Leoparden küßt man nicht (Bringing Up Baby) (1938)
- Wirbelwind aus Paris (The Rage of Paris) (1938)
- Wie leben wir doch glücklich! (Merrily We Live) (1938)
- Blaubarts achte Frau (Bluebeard’s Eighth Wife) (1938)
- Die Schwester der Braut (Holiday) (1938)
- Lebenskünstler (You Can’t Take It with You) (1938)
- Enthüllung um Mitternacht (Midnight) (1939)
- Drunter und drüber (It’s a Wonderful World) (1939)
- Ninotschka (Ninotchka) (1939)
- Rendezvous nach Ladenschluß (The Shop Around the Corner) (1940)
- Sein Mädchen für besondere Fälle (His Girl Friday) (1940)
- Die Nacht vor der Hochzeit (The Philadelphia Story) (1940)
- Meine Lieblingsfrau (My Favorite Wife) (1940)
- Mr. und Mrs. Smith (Mr. & Mrs. Smith) (1941)
- Die Falschspielerin (The Lady Eve) (1941)
- Wirbelwind der Liebe (Ball of Fire) (1941)
- Atemlos nach Florida (The Palm Beach Story) (1942)
- Immer mehr, immer fröhlicher (The More the Merrier) (1943)
- Sensation in Morgan’s Creek (The Miracle of Morgan’s Creek) (1944)
- Arsen und Spitzenhäubchen (Arsenic and Old Lace) (1944)

Spätere Beispiele/Einflüsse
- Liebling, ich werde jünger (Monkey Business) (1952)
- Manche mögen’s heiß (Some Like It Hot) (1959)
- Eins, Zwei, Drei (One, Two, Three) (1961)
- Ein Goldfisch an der Leine (Man’s Favorite Sport?) (1964)
- Is’ was, Doc? (What’s Up, Doc?) (1972)
- Susan… verzweifelt gesucht (Desperately Seeking Susan) (1985)
- French Kiss (French Kiss) (1995)
- I ♥ Huckabees (I Heart Huckabees) (2004)
- Wir verstehen uns wunderbar (Désaccord parfait) (2006)
- Dinner für Spinner (Dinner for Schmucks) (2010)
- Broadway Therapy (She’s Funny That Way) (2014)
- Love & Friendship (2016)[3]

## Personal (Auswahl)

### Regisseure
Bekannte Regisseure der Screwball-Comedy waren:
- Frank Capra (1897–1991)
- George Cukor (1899–1983)
- Howard Hawks (1896–1977)
- Mitchell Leisen (1898–1972)
- Ernst Lubitsch (1892–1947)
- W. S. Van Dyke (1889–1943)
- Alexander Hall (1894–1968)
- Gregory La Cava (1892–1952)
- Leo McCarey (1898–1969)
- Preston Sturges (1898–1959)
- Billy Wilder (1906–2002)

### Schauspieler
Regelmäßig in Screwball-Komödien eingesetzte Hauptdarsteller waren:
- Jean Arthur (1900–1991)
- Ralph Bellamy (1904–1991)
- Claudette Colbert (1903–1996)
- Gary Cooper (1901–1961)
- Melvyn Douglas (1901–1981)
- Irene Dunne (1898–1990)
- Clark Gable (1901–1960)
- Cary Grant (1904–1986)
- Jean Harlow (1911–1937)
- Katharine Hepburn (1907–2003)
- Carole Lombard (1908–1942)
- Myrna Loy (1905–1993)
- Joel McCrea (1905–1990)
- Fred MacMurray (1908–1991)
- William Powell (1892–1984)
- Rosalind Russell (1907–1976)
- Barbara Stanwyck (1907–1990)
- James Stewart (1908–1997)

Dazu kamen auch viele Nebendarsteller von oftmals markanter Erscheinung, die häufig in Screwball-Filmen spielten.